# Galerella sanguinea
Galerella sanguineus (струнка́ мангу́ста) — вид ссавців, представник ряду хижих із родини мангустових. Мешкає у Субсахарській Африці, найчастіше в саванних і напівпосушливих рівнинах.

## Фізичний опис
У середньому дорослі важать від 490 до 1250 г, а довжина їхнього тіла (без урахування хвоста) становить від 275 до 400 мм. Самці від самиць на 9 % більші як по масі, так і по довжині тіла. Малюки важать приблизно 300 г, а в довжину приблизно 150 мм. Вуха невеликі. Довжина хвоста від 230 до 330 мм. У них по 5 пальців на передніх і задніх стопах. Передні лапи вигнуті та гострі для кращого добування їжі, а також для боротьби з хижаками. Зубна формула: 3142/3132 = 28 зубів.
Колір шерсті коливається від сірого жовтувато-коричневого до яскраво-червонувато-коричневого, а колір черева — буро-жовтий. Кінчик хвоста темно-коричневий або чорний. У їхніх очей райдужина яскраво-помаранчева. Вони мають анальні залози, які виділяють мускусний запах.

## Середовище проживання
Одна з найпоширеніших африканських мангуст, займає переважну більшість територій на південь від Сахари. Висотний діапазон проживання: до 2700 м над рівнем моря в Ефіопському нагір'ї. Присутній у найрізноманітніших місцях проживання, але відсутній у справжніх пустельних областях. G. sanguineus мешкає на узліссях, може проникати в ліси вздовж доріг й іноді трапляється біля сіл.

## Стиль життя
Струнка мангуста це м'ясоїдна тварина, її раціон в основному містить дрібних хребетних і безхребетних. Це денні тварини, які активно добувають їжу в прохолодну частину дня. У тому числі полюють на деревах на гніздових птахів і яйця. Стрункі мангусти поодинокі й рідко подорожують або живуть групами. Стрункі мангусти мають міжвидову поведінку взаємодії з даманами, антилопами й мавпами. Їхніми ворогами є: Aquila spilogaster, Aquila rapax, Polemaetus bellicosus, Panthera leo, Panthera pardus, Lycaon pictus. Максимальна тривалість життя у дикій природі понад 8 років, а максимальна зареєстрована тривалість життя в неволі становила 12,6 років.
Стрункі мангусти розмножуються в сезони дощів: короткого (жовтень і листопад) і довгого (з лютого по квітень). Територія проживання самця включає діапазони кількох самиць і запахові сигнали повідомляють йому, коли самиця в еструсі. Вважається, що вагітність триває 57–65 днів. Народжується 1–3 (зазвичай 2) дитинчат. Самець не допомагає доглядати за ними. Очі малюків закриті 3 тижні. Вони починають вживати тверду їжу приблизно у віці 28 днів. Годування молоком триває 55–71 день. Стрункі мангусти досягають незалежності від своїх матерів у віці від 70 до 148 днів.

## Загрози та охорона
Немає серйозних загроз для виду. М'ясо диких тварин трапляється на ринках. Вид присутній у численних охоронних територіях по всьому ареалу.